# Österrikes Grand Prix 1987
Österrikes Grand Prix 1987 var det tionde av 16 lopp ingående i formel 1-VM 1987. Detta var det sista F1-loppet som kördes på Österreichring.

## Resultat
1. Nigel Mansell, Williams-Honda, 9 poäng
2. Nelson Piquet, Williams-Honda, 6
3. Teo Fabi, Benetton-Ford, 4
4. Thierry Boutsen, Benetton-Ford, 3
5. Ayrton Senna, Lotus-Honda, 2
6. Alain Prost, McLaren-TAG, 1
7. Stefan "Lill-Lövis" Johansson, McLaren-TAG
8. Piercarlo Ghinzani, Ligier-Megatron
9. Christian Danner, Zakspeed
10. René Arnoux, Ligier-Megatron
11. Ivan Capelli, March-Ford
12. Philippe Alliot, Larrousse (Lola-Ford)
13. Satoru Nakajima, Lotus-Honda
14. Jonathan Palmer, Tyrrell-Ford

### Förare som bröt loppet
- Pascal Fabre, AGS-Ford (varv 45, för få varv)
- Riccardo Patrese, Brabham-BMW (43, motor)
- Michele Alboreto, Ferrari (42, turbo
- Andrea de Cesaris, Brabham-BMW (35, motor)
- Derek Warwick, Arrows-Megatron (35, motor)
- Eddie Cheever, Arrows-Megatron (31, däck)
- Gerhard Berger, Ferrari (5, turbo
- Adrián Campos, Minardi-Motori Moderni (3, elsystem)
- Alessandro Nannini, Minardi-Motori Moderni (1, motor)
- Alex Caffi, Osella-Alfa Romeo (0, elsystem)
- Philippe Streiff, Tyrrell-Ford (0, olycka)

### Förare som diskvalificerades
- Martin Brundle, Zakspeed (varv 48)